# Алваро Медран
Алваро Медран Хуст (на испански: Álvaro Medrán Just) е испански футболист, който играе за Ал-Етифак като полузащитник.

## Клубна кариера
Роден в Дос Торес, провинция Кордоба, Медран тренира футбол в местните отбори преди да се присъедини към младежките формации на Реал Мадрид през 2011 г., на възраст от 17 години.
След като влиза в отбора на Реал Мадрид C през лятото 2013 г., Медран изиграва първия си мач като професионалист на 23 февруари 2014 г. с отбора на Реал Мадрид Б. Влиза второто полувреме при гостуването на Реал Сарагоса, а отбора му побеждава с 2-0 в мач от първенството на Сегунда Дивисион.

### Реал Мадрид
Към края на сезон 2013/14 получава повиквателна за първия отбор на Реал Мадрид за гостуването на Реал Сосиедад. На 18 октомври 2014 г. прави своя дебют за първия отбор и в Ла Лига при гостуването на Леванте спечелено с 0–5, заменяйки Лука Модрич в 79 минута на срещата. На 29 октомври прави дебют и в турнира за Купата на краля при победата като гости с 1–4 над Корнея в първия мач от 1/16 финалите на турнира влизайки като резерва на мястото на Иско в 76 минута. Вторият си мач за първенството с първия отбор изиграва на 8 ноември 2014 г. влизайки като резерва на мястото на Карим Бензема в 84 минута при домакинската победа над Райо Валекано с 5–1. На 2 декември 2014 г. изиграва пълни 90 минути в мача реванш от Купата на краля срещу отбора на Корнея, спечелен с 5–0.
На 9 декември 2014 г. прави дебют в Шампионската лига при домакинството срещу отбора на Лудогорец, в последен мач от груповата фаза спечелен с категоричното 4–0. Той влиза в на мястото на Гарет Бейл в 83 минута на мача и малко по-късно в 88 минута вкарва и първият си гол за Реал Мадрид като така оформя крайният резултат в срещата.

## Успехи

### Клубни
Реал Мадрид
- Световно клубно първенство – 2014